# Thorsten Schmid

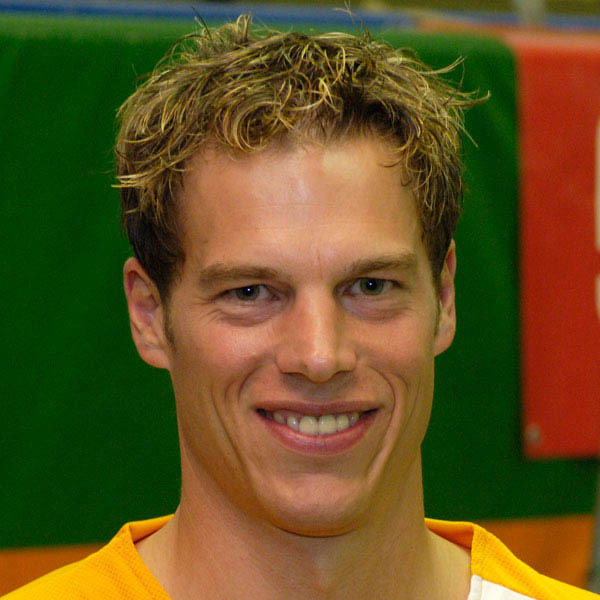
Thorsten Schmid im September 2005

Thorsten Schmid (* 26. August 1971 in Groß-Gerau) ist ein deutscher Handballtrainer.

## Karriere
Der diplomierte Sportwissenschaftler arbeitete von 1995 bis 2009 als Sporttherapeut. Daneben ist er seit 2001 beim Hessischen Handball-Verband (HHV) und seit 2009 auch beim Deutschen Handballbund (DHB) als Referent im Bereich Aus- und Weiterbildung tätig. Schmid war von 2002 bis 2007 hessischer Landesauswahltrainer und von 2004 bis 2009 Stützpunkttrainer beim HHV.
Thorsten Schmid ist Inhaber einer A-Trainerlizenz. Ab der Saison 2003/04 trainierte er die Frauen-Regionalligamannschaft der TSG Münster. Ende 2004 wechselte er zur HSG Bensheim/Auerbach, wo er bis zum Ende der Saison 2005/06 das Zweitliga-Frauenteam trainierte. Anschließend wechselte er in den Männerbereich und war drei Spielzeiten lang beim Zweitligisten TUSPO Obernburg tätig.
Im Sommer 2009 ging Schmid zur SG Wallau, wo er bereits in der Saison 2004/05, parallel zu seiner Tätigkeit als Frauentrainer, als Co-Trainer von Martin Schwalb die Bundesliga-Männer betreut hatte. Nachdem er dort zunächst die männliche A-Jugend trainierte, übernahm er zur Saisonmitte, nach der Entlassung der bisherigen Trainer Mike Fuhrig und Jan-Olaf Immel, die in der zweiten Liga spielenden Männer der von SG Wallau und TSG Münster gebildeten HSG FrankfurtRheinMain. Ab 2010 trainierte Schmid erneut die Frauen der HSG Bensheim/Auerbach. Zusätzlich war er von 2012 bis 2014 Trainer der Juniorinnennationalmannschaft des DHB.
Nachdem Schmid 2013 mit der HSG Bensheim/Auerbach in die erste Liga aufstieg, wurde er aufgrund der schlechten sportlichen Situation im Januar 2014 entlassen. Zur Saison 2014/15 ging er zurück zur TSG Münster. Die TSG verließ er 2015 wieder. Seitdem ist er Nachwuchskoordinator der TSG Friesenheim. Parallel dazu trainiert er die männliche B-Jugend der HSG Weiterstadt/Braunshardt/Worfelden. Ab der Saison 2017/18 trainierte Schmid die Drittliga-Männer der MSG Groß-Bieberau/ Modau. Er folgte dort auf Ralf Ludwig. Nachdem sein Vertrag über die Saison 2021/22 nicht verlängert worden war, übernahm er das Traineramt vom Drittligisten HG Oftersheim/Schwetzingen. Im Oktober 2022 verließ Schmid den Verein, der zu diesem Zeitpunkt aus fünf Spielen zwei Punkte holte.
Nachdem er die SG Leutershausen trainierte, übernahm er in der Startsaison 2024/25 das Training der ersten Männermannschaft der neu gebildeten Spielgemeinschaft Saase³Leutershausen Handball. Im März 2025 beendete er aus persönlichen Gründen seine Trainertätigkeit bei der Spielgemeinschaft.